# Pediatryczna skala Glasgow
Pediatryczna skala GCS – skala używana w pediatrii do określanie stopnia przytomności. Zawiera się w przedziale od 3 do 15 punktów, gdzie 3 oznacza najgorsze rokowanie, a 15 najlepsze. 
Składa się z trzech elementów: 
1. Odpowiedź wzrokowa:
  - 1 pkt – Nie otwiera oczu.
  - 2 pkt – Otwiera oczy na ból.
  - 3 pkt – Otwiera oczy na polecenie głosowe.
  - 4 pkt – Otwiera oczy spontanicznie.
2. Odpowiedź słowna:
  - 1 pkt – Brak odpowiedzi słownej.
  - 2 pkt – Pobudzone, niespokojne.
  - 3 pkt – Niespokojne  w odpowiedzi na bodźce.
  - 4 pkt – Płacz ustępujący po przytuleniu.
  - 5 pkt – Uśmiecha się, wodzi wzrokiem.
3. Odpowiedź ruchowa:
  - 1 pkt – Brak odpowiedzi ruchowej.
  - 2 pkt – Reakcja wyprostna.
  - 3 pkt – Reakcja zgięciowa.
  - 4 pkt – Odsuwa się od bólu.
  - 5 pkt – Lokalizuje ból.
  - 6 pkt – Spełnia polecenia.